# آيت سيبرن الشلوح (آيت سيبرن)
آيت سيبرن الشلوح هي إحدى مشيخات المملكة المغربية، تتبع جغرافيا لإقليم الخميسات وإداريًا لآيت سيبرن. يقدر عدد سكانها بـ 2563 نسمة حسب الإحصاء الرسمي للسكان والسكنى لسنة 2004.